# Lindt & Sprüngli
Chocoladefabriken Lindt & Sprüngli AG, normalt blot omtalt som Lindt, er et schweizisk chokolade- og konfektfirma, der blev grundlagt i 1846. De e kendt for deres chokoladetrøfler og chokoladebarer.
Lindt har åbnet over 410 chokoladecaféer og butikker over hele verden. Menuen i caféerne fokuserer primært på chokolade og desserter, men der sælges også håndlavet chokolades, macaroons, kager og is.

## Produkter
Lindor er en type chokolade som produceres af Lindt.
Oprindeligt introducerede virksomheden Lindor som en chokoladebar i 1949, og i 1967 i form af en chokoladekugle. Den er karakteriseret af en hård chokoladeskal med en blødt chokoladefyld. De findes i en lang række smagsvarianter, der bliver identificeret ved farven på indpakningen. Virksomheden producerer også Gold Bunny (guldkanin), som er en hul chokoladekanin, hvilket de har gjort siden 1952. Produktet sælges omkring påske og fremstilles i forskellige størrelse.